# Libor Kudláček
Libor Kudláček (* 18. července 1957 Pardubice) je český podnikatel a bývalý politik Občanského fóra, pak Občanské demokratické aliance, československý poslanec Sněmovny lidu Federálního shromáždění po sametové revoluci a poslanec Poslanecké sněmovny Parlamentu České republiky v 90. letech.

## Vzdělání, zaměstnání
V letech 1972–1976 vystudoval Gymnázium Pardubice, pak Přírodovědeckou fakultu Univerzity Karlovy v Praze v Praze. V letech 1982–1990 bylo jeho zaměstnavatelem Krajské urbanistické středisko Stavoprojektu v Hradci Králové, kde působil jako urbanista. Profesně je k roku 1990 uváděn jako vedoucí projektant podniku Stavoprojekt Hradec Králové, bytem Pardubice.
Po odchodu z politiky v roce 1998 spoluzaložil společnost Euroffice Praha – Brusel, a.s. V současnosti je jejím ředitelem.

## Politika
Politickou kariéru zahájil jako aktivista Občanského fóra v Pardubicích. 28. prosince 1989 zasedl místo dosavadního poslance Václava Rabase v rámci procesu kooptací do Federálního shromáždění po sametové revoluci do Sněmovny lidu (volební obvod č. 74 – Pardubice, Východočeský kraj), jako bezpartijní poslanec, respektive poslanec za Občanské fórum. Mandát obhájil ve volbách roku 1990 za OF. V roce 1990 vstoupil do poslaneckého klubu Občanské demokratické aliance v níž působil do roku 1998 a byl i jejím místopředsedou. Ve Federálním shromáždění setrval do konce funkčního období, tedy do voleb roku 1992.
V letech 1992–96 působil jako poradce ministra pro správu národního majetku a jeho privatizaci Jiřího Skalického (ODA). Ve volbách v roce 1996 byl zvolen do Poslanecké sněmovny Parlamentu České republiky jako volební lídr ODA pro Středočeský kraj. Stal se místopředsedou ústavně právního výboru. V dolní komoře českého parlamentu setrval do konce funkčního období, tedy do voleb v roce 1998 (rozpuštění sněmovny v roce 1998 po pádu vlády Václava Klause).
Ve stejném roce odešel z aktivní politiky. V roce 2005 byl jedním z uvažovaných kandidátů na uvolněný post ministra informatiky ve vládě Jiřího Paroubka po Vladimíru Mlynářovi, na který nakonec nastoupila Dana Bérová.

## Osobní život
Dvakrát ženatý. S první ženou (Jarmila, 1954) má syna Kryštofa (1983). Po smrti druhé ženy (Lucie, 1969–2009) je vdovec. Má staršího bratra Slavomíra (1954). Do roku 1990 bydlel v Pardubicích, nyní žije v Praze ve Vršovicích.